# Martin Staufner
Martin Staufner (* 8. Oktober 1964 in Immenstadt im Allgäu) ist ein österreichischer Zeichner und Maler.

## Leben
Seit 1968 lebt Martin Staufner in Oberösterreich, derzeit in Bad Schallerbach und in Linz. Nach dem Besuch der Fachschule für Gebrauchsgrafik in Linz von 1985 bis 1989 begann er 1990 ein Studium an der Hochschule für künstlerische und industrielle Gestaltung in Linz, Meisterklasse für Malerei und Grafik bei Peter Kubovsky. 1995 diplomierte er mit dem Thema „Stadtlandschaft, Zeichnen in New York“ (Bildbeispiel siehe Abbildung) und hatte im gleichen Jahr seine erste Einzelausstellung „Cityscape“ in der Galerie Thiele in Linz. Einige mehrmonatige Studienreisen führten Staufner 1994 und 1999 nach New York; im Winter 1997/98 nach Los Angeles sowie 2001/2002 nach La Herradura in Andalusien.
Staufner ist seit dem Studium als freischaffender Künstler tätig. Er ist Mitglied der Berufsvereinigung der bildenden Künstler Österreichs, Sektion Oberösterreich und des Oberösterreichischen Kunstvereins.

## Auszeichnungen
- 1998 Ernst-und-Rosa-von-Dombrowski-Stiftungspreis für Bildende Kunst

## Ausstellungen

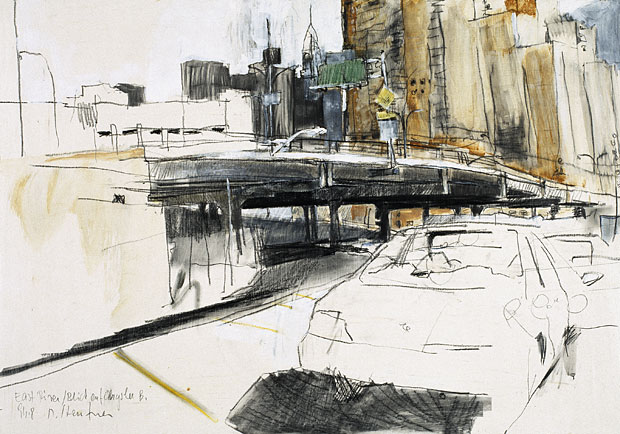
„East River/Blick auf Chrysler B.“1994; Mischtechnik auf Papier, 60 × 80 cm

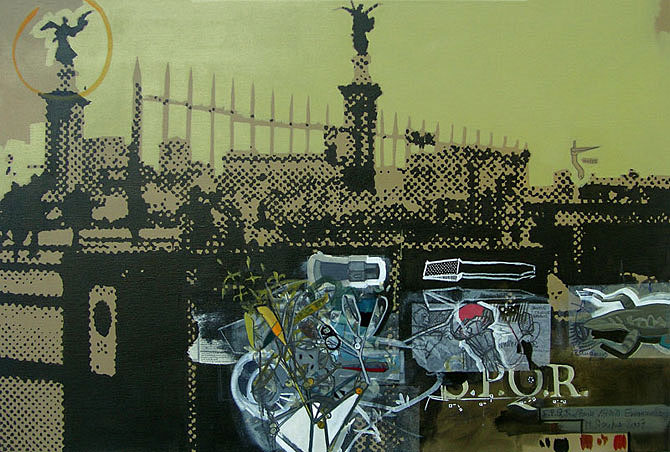
„Roma – Via Em Filiberto“ 2007; Mischtechnik auf Molino, 80 × 120 cm

### Einzelausstellungen
- 1995 Galerie Trummer Graz
- 1998 Los Angeles Galerie Trummer Graz
- 2001 NY+LA Bilderhaus Bornemann Lübeck
- 2002 Bildgeschichten, Stadtansichten, Zeichnungen, Galerie Barbara Vogt Hamburg
- 2004 Galerie Welz Salzburg
- 2006 Aus meinem Fundus Haus der Kunst – Galerie Andreas Lendl Graz
- 1996, 2001, 2011 Galerie BV Ursulinenhof, Linz
- 2011 Unterwegs Galerie Exner Wien
- 2012 Strich trifft Fläche Galerie Welz Salzburg
- 2013 Botanischer Garten Galerie in der Schmiede Pasching/Linz
- 2000, 2002, 2011, 2014 Galerie Wolfrum Wien
- 2017 Cityfaces – Martin Staufner in Paris, London, Berlin und Wien Galerie in der Schmiede Pasching/Linz
- 2017 Cityfaces Galerie Wolfrum Wien
- 2022 Galerie Welz Salzburg

### Ausstellungsbeteiligung
- 1995 Oberösterreichisches Landesmuseum, Linz
- 1998 Galerie Rutzmoser München
- 2000 Kunstverein Abraxas, Augsburg
- 2003, 2006 Nordico Museum der Stadt Linz
- 2007 Kunstverein Steyr, Schloss Lamberg
- 2008 Nordico Museum der Stadt Linz, KünstlerInnen des Egon-Hofmann-Atelierhauses
- 2009 Villa Claudia Feldkirch/Vorarlberg
- 2010 Galerie in Bewegung, Landshut
- 2012 Galerie allerArt, Remise Bludenz
- 2007, 2016 Kunstverein Passau, Sankt Anna-Kapelle
- 2008, 2016 Oberösterreichischer Kunstverein, Ursulinenhof Linz